# Беляев, Максим Александрович
Макси́м Алекса́ндрович Беля́ев (30 сентября 1991, Озёры, Московская область) — российский футболист, защитник.

## Карьера

### Клубная
С раннего возраста являлся одним из самых перспективных игроков «Локомотива». Уже в 16-летнем возрасте был заявлен за молодёжную команду и дебютировал за основной состав 19 июля 2009 года в матче 14-го тура чемпионата России против пермского «Амкара» (1:1), выйдя на замену на 39-й минуте вместо Дмитрия Сенникова. В 2011 году играл на правах аренды в ФНЛ за брянское «Динамо» и владимирское «Торпедо». В матче 23-го тура первенства против «КАМАЗа» в составе «Торпедо» забил первый мяч в профессиональной карьере, сделав этой игре хет-трик. Селекционеры «Локо» внимательно следили за игрой Максима, и по их совету главный тренер Жозе Коусейру решил взять 20-летнего футболиста на сбор в португальский Лагуш.

Беляев стал для меня открытием зимних сборов. Он продолжает расти, и я очень доволен его работой.— Жозе Коусейру
Сезон 2012 года начался для Беляева удачно. На первый еврокубковый матч против «Атлетика» из Бильбао (2:1) Максим вышел в стартовом составе, надёжно отыграв весь матч. В ответном матче с «Атлетиком» провёл на поле 80 минут. В финальной части сезона 2011/12 являлся основным защитником «Локомотива». В 43-м туре чемпионата России забил свой первый гол за «Локомотив» в матче против московского «Динамо» (2:2). В январе 2013 года на правах аренды перешёл в «Ростов».
Позднее перестал попадать в состав «Локомотива» и летом 2015 года перешёл в ярославский «Шинник». В феврале 2016 года перешёл в тульский «Арсенал», с которым вышел в премьер-лигу. После окончания сезона 2020/21 покинул клуб, не договорившись об условиях контракта. В сентябре 2021 года вернулся в «Арсенал», подписав новое соглашение, сроком на два года. Летом 2022 года отказался от понижения зарплаты в связи с вылетом «Арсенала» в Первую лигу и в сезоне 2022/23 не играл (не был заявлен в том числе за команду Второй лиги «Арсенал-2»), получая прежнюю сумму. После окончания контракта в тульским клубом, летом 2023 года перешёл в «Ленинградец».

### В сборной
Дебютировал за молодёжную сборную России в матче с молодёжной сборной Албании (0:0), проведя на поле весь матч. 31 мая 2013 года попал в расширенный список студенческой сборной России для участия во Всемирной Универсиаде в Казани, но в окончательный список игроков включён не был. 19 ноября 2019 года дебютировал в национальной сборной в матче с Сан-Марино (5:0).

## Статистика
| Выступление          | Выступление      | Выступление      | Лига | Лига | Кубок | Кубок | Еврокубки | Еврокубки | Стыковые | Стыковые | Итого | Итого |
| Клуб                 | Лига             | Сезон            | Игры | Голы | Игры  | Голы  | Игры      | Голы      | Игры     | Голы     | Игры  | Голы  |
| -------------------- | ---------------- | ---------------- | ---- | ---- | ----- | ----- | --------- | --------- | -------- | -------- | ----- | ----- |
| Локомотив (Москва)   | РФПЛ             | 2009             | 1    | 0    | 1     | 0     | —         | —         | —        | —        | 2     | 0     |
| Локомотив (Москва)   | РФПЛ             | 2010             | 0    | 0    | 0     | 0     | 0         | 0         | —        | —        | 0     | 0     |
| Локомотив (Москва)   | РФПЛ             | 2011/12          | 10   | 1    | 0     | 0     | 2         | 0         | —        | —        | 12    | 1     |
| Локомотив (Москва)   | РФПЛ             | 2012/13          | 1    | 0    | 1     | 0     | —         | —         | —        | —        | 2     | 0     |
| Локомотив (Москва)   | РФПЛ             | 2013/14          | 0    | 0    | 0     | 0     | —         | —         | —        | —        | 0     | 0     |
| Локомотив (Москва)   | РФПЛ             | 2014/15          | 0    | 0    | 0     | 0     | 0         | 0         | —        | —        | 0     | 0     |
| Локомотив (Москва)   | Итого            | Итого            | 12   | 1    | 2     | 0     | 2         | 0         | —        | —        | 16    | 1     |
| → Динамо (Брянск)    | ФНЛ              | 2011/12          | 10   | 0    | 0     | 0     | —         | —         | —        | —        | 10    | 0     |
| → Динамо (Брянск)    | Итого            | Итого            | 10   | 0    | 0     | 0     | —         | —         | —        | —        | 10    | 0     |
| → Торпедо (Владимир) | ФНЛ              | 2011/12          | 14   | 4    | 1     | 0     | —         | —         | —        | —        | 15    | 4     |
| → Торпедо (Владимир) | Итого            | Итого            | 14   | 4    | 1     | 0     | —         | —         | —        | —        | 15    | 4     |
| → Ростов             | РФПЛ             | 2012/13          | 5    | 0    | 2     | 0     | —         | —         | 0        | 0        | 7     | 0     |
| → Ростов             | Итого            | Итого            | 5    | 0    | 2     | 0     | —         | —         | —        | —        | 7     | 0     |
| Шинник               | ФНЛ              | 2015/16          | 16   | 0    | 2     | 0     | —         | —         | —        | —        | 18    | 0     |
| Шинник               | Итого            | Итого            | 16   | 0    | 2     | 0     | 0         | 0         | —        | —        | 18    | 0     |
| Арсенал              | ФНЛ              | 2015/16          | 14   | 1    | 0     | 0     | —         | —         | —        | —        | 14    | 1     |
| Арсенал              | РФПЛ / РПЛ       | 2016/17          | 27   | 1    | 1     | 0     | —         | —         | 2        | 0        | 30    | 1     |
| Арсенал              | РФПЛ / РПЛ       | 2017/18          | 27   | 1    | 1     | 0     | —         | —         | —        | —        | 28    | 1     |
| Арсенал              | РФПЛ / РПЛ       | 2018/19          | 28   | 1    | 6     | 1     | —         | —         | —        | —        | 34    | 2     |
| Арсенал              | РФПЛ / РПЛ       | 2019/20          | 29   | 0    | 2     | 1     | 2         | 0         | —        | —        | 33    | 1     |
| Арсенал              | РФПЛ / РПЛ       | 2020/21          | 16   | 0    | 0     | 0     | —         | —         | —        | —        | 16    | 0     |
| Арсенал              | РФПЛ / РПЛ       | 2021/22          | 12   | 0    | 2     | 0     | —         | —         | —        | —        | 14    | 0     |
| Арсенал              | Первая лига      | 2022/23          | 0    | 0    | 0     | 0     | —         | —         | —        | —        | 0     | 0     |
| Арсенал              | Итого            | Итого            | 153  | 4    | 12    | 2     | 2         | 0         | 2        | 0        | 169   | 6     |
| Ленинградец          | Первая лига      | 2023/24          | 17   | 0    | 0     | 0     | —         | —         | —        | —        | 17    | 0     |
| Ленинградец          | Итого            | Итого            | 17   | 0    | 0     | 0     | —         | —         | —        | —        | 17    | 0     |
| Всего за карьеру     | Всего за карьеру | Всего за карьеру | 227  | 9    | 19    | 2     | 4         | 0         | 2        | 0        | 252   | 11    |